# 亞斯理衛理小學
亞斯理衛理小學（英語：Asbury Methodist Primary School）位於新界西葵涌荔景邨第二校舍。該校是由前香港衛理公會（1975年和中華循道公會合併成為香港基督教循道衛理聯合教會）所成立的，創立於1961年，現任校長為黃煒恒先生。校訓為「明道衛理」。

## 校政管理
歷任校監
- 唐樂仁 牧師[2]
- 李鼎新 牧師[3]
- 陳崇一 先生

歷任校長
- ？至1972年：梁詠葵 女士[2]
- 1972年至1994年：鄉以珍 先生[4]
- 朱佩生 先生[3]
- 林德育 先生
- 鄭家明 先生

## 辦學宗旨
本基督精神，發展全人教育，藉宣講福音，培育豐盛生命。

## 著名/傑出校友
- 林超榮：已故香港傳媒人、曾任電台節目主持[5]
- 陳章明：平等機會委員會主席、嶺南大學社會老年學講座教授兼亞太老年學研究中心及服務研習處總監（1968年小六上午校）[6]
- 尹子龍：香港唱片騎師（1996年小六）
- 吳毅將：香港男演員（1974年小六下午校）[7]